# North Bay
North Bay è una città di 53 966 abitanti in Ontario, Canada. È l'ottantaseiesima città più popolosa dello stato nordamericano.
La città si trova a circa 300 chilometri dalla capitale Ottawa, in direzione ovest-nord-ovest. Si trova sulla sponda nordorientale del lago Nipissing e il nome è proprio relazionato alla sua posizione geografica.
L'economia si basa sul commercio di prodotti agricoli e legname. Sono inoltre presenti nel suo territorio industrie alimentari, meccaniche, conciarie e del legno.
North Bay è stata fondata nel 1891. Negli anni sessanta vi è stato costruito un centro sotterraneo della NORAD, il Comando di Difesa Aerospaziale del Nord-America. È sede dell'Università Nipissing.
Tra i personaggi più rilevanti nati a North Bay si ricordano il cestista Gord Aitchison, medaglia d'argento alle Olimpiadi di Berlino 1936, la sciatrice Kate Pace, oro ai Mondiali di sci alpino 1993 e la supermodella Carrie Salmon.